# Bahnstrompreissystem (Schweiz)
Das Bahnstrompreissystem der Schweiz regelt den Preis, der durch Eisenbahnverkehrsunternehmen (EVU) zu bezahlen ist, wenn sie Strom aus der Fahrleitung beziehen.

## Hintergrund
Die Nutzung der „Versorgungseinrichtungen für Fahrstrom“, also der Fahrleitung, Unterwerke und dergleichen, gehört schon nach der EU-Richtlinie 91/440, deren Inhalte die Schweiz auf Grund des Landverkehrsabkommens ins nationale Recht übernommen hat, zu den diskriminierungsfrei gegenüber jedem EVU zu erbringenden Leistungen der Infrastrukturbetreiberin. Konkretisiert wird die Nutzung in Anhang II der Richtlinie 2001/14/EG (Ziffer 2.a). Demgegenüber ist die Energielieferung selbst, die „Bereitstellung von Fahrstrom“, nur unter den Zusatzleistungen aufgeführt. Dies sind Leistungen, die nicht erbracht werden müssen, aber wenn sie erbracht werden, dann müssen sie gegenüber allen Unternehmen erbracht werden (Art. 5 der Richtlinie). Ist lediglich ein Anbieter da, muss der Preis zudem kostenbasiert sein (Art. 7 Ziff. 8 der Richtlinie).
Das europäische Recht lässt somit offen, ob die Infrastrukturbetreiberin oder ein anderes Unternehmen den Strom verkauft, der über die Fahrleitung geliefert wird. Das Schweizer Recht schreibt ausdrücklich vor, dass die Infrastrukturbetreiberin den Strom (gegenüber jedem EVU zu gleichen Preisen) zu liefern hat. Damit steht ihr auch das Entgelt für die Lieferung zu. 
Damit ein einheitlicher Strompreis auf allen Infrastrukturen gewährleistet werden kann, muss auch die Stromlieferung zu einheitlichen Konditionen gewährleistet sein. Infolge der abweichenden Frequenz von 16,7 Hz der Schweizer Normalspurbahnen (gleich wie Deutschland, Österreich, Norwegen und Schweden) ist ohnehin ein separates Hochspannungsnetz vorhanden, aus dem sämtliche Wechselstrombahnen mit Ausnahme der Rhätischen Bahn (RhB) beliefert werden. Dieses Netz wird zentral durch die Schweizerischen Bundesbahnen (SBB) betrieben. Die SBB haben deshalb für alle mit Wechselstrom elektrifizierten Strecken Bahnstrom zu gleichen Konditionen zu liefern. Dies hatte der Bundesrat am 22. Juni 2001 festgelegt. Für das Jahr 2013 betrug der Lieferpreis per Unterwerk 11 Rappen pro kWh. 
Demgegenüber müssen die Gleichstrombahnen (viele Schmalspurbahnen, wie der RBS) den Strom bei örtlichen Elektrizitätswerken zur Anlieferung an ihre – je nach Fahrdrahtspannung mehr oder weniger zahlreichen – Gleichrichterstationen einkaufen. Deren Strompreise liegen wesentlich höher als bei den Wechselstrombahnen.

## Strompreis ab 2013
Der Preis für den Strombezug am Fahrdraht liegt höher als der Preis für die Lieferung ins Unterwerk, da beim Transport und der Verteilung Verluste entstehen. Deshalb wurde der ab 1. Januar 2013 gültige Strompreis mit 12.5 Rappen pro kWh festgelegt.
Der Strombezug ab Fahrleitung sollte grundsätzlich gemessen und so abgerechnet werden. Da aber noch kaum Fahrzeuge mit Zählern ausgerüstet sind, kann mit Pauschalpreisen (Erfahrungswerten) pro Bruttotonnenkilometer und Zugskategorie abgerechnet werden, konkret
- 0.28 Rp./Btkm in Güterzügen
- 0.49 Rp./Btkm in Regionalzügen

Dabei ist der Preis zu differenzieren nach der Tageszeit und der möglichen Umweltbelastung:
- 20 % Zuschlag während der Hauptverkehrszeiten (06:00–09:00 und 16:00–19:00)
- 40 % Rabatt in der Nacht (22:00–06:00)
- 45 % Zuschlag auf den Pauschalpreisen für Regionalzüge und 15 % Zuschlag für andere Zugskategorien, wenn das Triebfahrzeug keine Rekuperationsbremse (Nutzstrombremse) aufweist.

Infolge guten Geschäftsgangs von SBB Energie erhalten Regionalverkehr, Autoverlad- und Güterverkehr 10 % Rabatt auf die Strompreise.